# Stepokur kirgizský

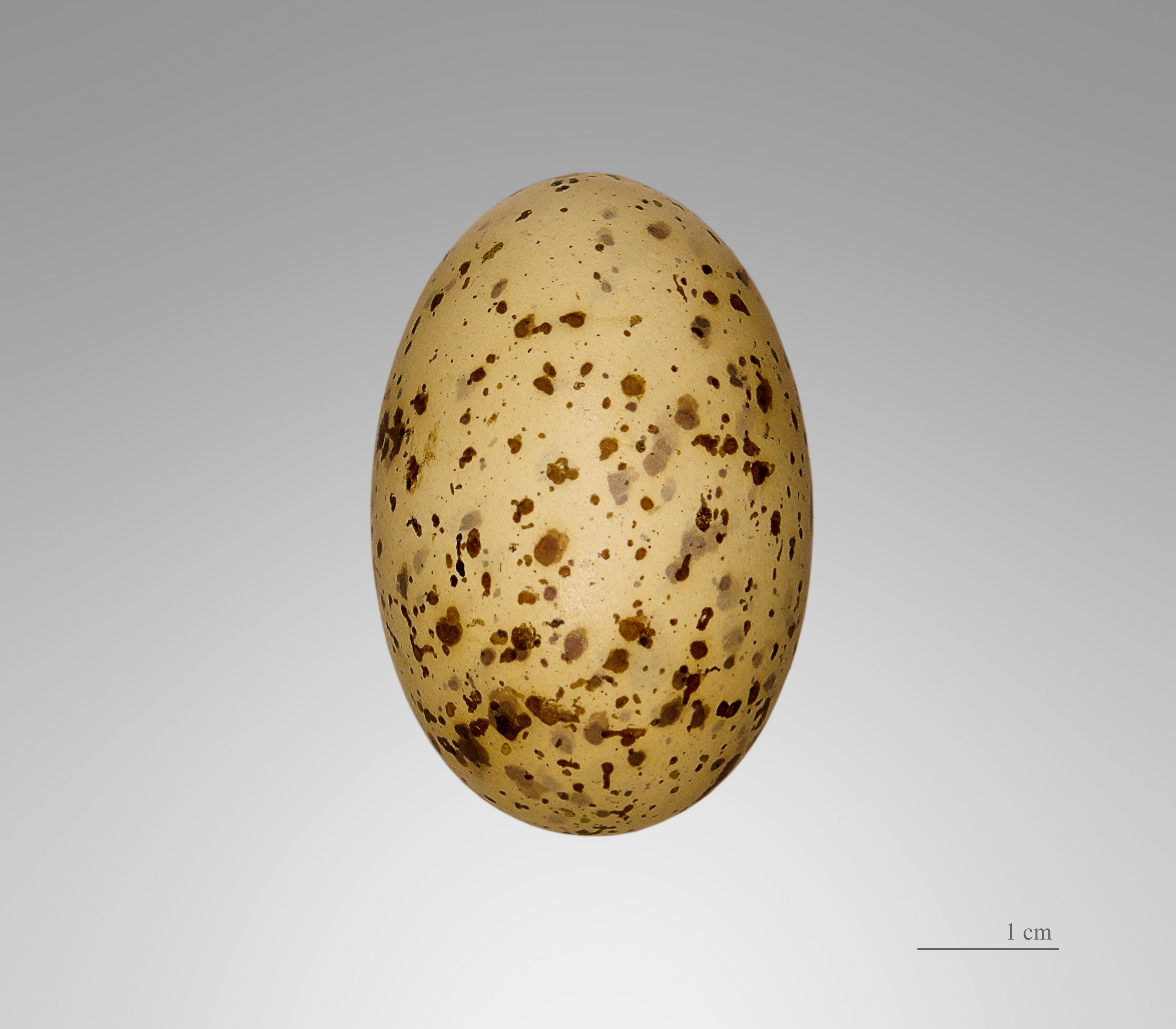
Syrrhaptes paradoxus

Stepokur kirgizský (Syrrhaptes paradoxus) je středně velký druh asijského ptáka z čeledi stepokurovitých (délka těla 27–32 cm; bez ocasu dlouhého 4–11 cm). Obývá stepi. Nepravidelně zalétá až do západní Evropy, někdy mají zálety charakter menších invazí vedoucích k hnízdění. Několikrát byl zaznamenán také na území České republiky (na Moravě a ve Slezsku), naposledy v roce 1934.